# Sagina nivalis
Sagina nivalis és una espècie de planta de distribució principalment àrtica. Es troba per exemple, al nord dels Estats Units, Alaska, Canadà, Islàndia i Svalbard.
Té les flors blanques amb 4 pètals i creix en ambients més aviat humits. La seva principal característica és la de tenir bandes porpra/violades en lesfulles del calze les quals també tenen marges membranosos. Les fulles són de forma acicular. La plata rarament fa més de 5 cm d'alt.